# Obetia radula
Obetia radula là loài thực vật có hoa trong họ Tầm ma. Loài này được (Baker) Baker ex B.D. Jacks. mô tả khoa học đầu tiên năm 1894.